# Catherine Murphy (falsificadora)
Catherine Murphy (fallecida el 18 de marzo de 1789), también conocida como Christian Murphy, fue una falsificadora inglesa, la última mujer en Inglaterra en ser quemada oficialmente en la hoguera.
El 18 de septiembre de 1788, en el Old Bailey de Londres, Catherine Murphy y su marido, Hugh Murphy, fueron condenados  por acuñar moneda, y sentenciados a muerte. Ambos fueron ejecutados la mañana del 18 de marzo de 1789 en la prisión de Newgate, junto con otros siete hombres que habían sido condenados por diversos delitos. 
Los ocho hombres fueron ejecutados en la horca. Sin embargo, de acuerdo a la ley, por ser mujer Murphy debía ser quemada en la hoguera. La sacaron pasando por delante de los cuerpos colgados de los otros y la obligaron a pararse sobre una plataforma de treinta centímetros de alto y diez pulgadas cuadradas frente a la estaca. La ataron a la estaca con cuerdas y un anillo de hierro. Cuando terminó sus oraciones, su verdugo, William Brunskill, apiló haces de paja alrededor de la hoguera y los encendió.
Murphy no fue quemada viva. Desde el caso de Prudence Lee en 1652, existía la práctica de estrangular al condenado antes de prenderle fuego a la hoguera. Según el testimonio de Sir Benjamin Hammett, el sheriff de Londres, fue él quien dio instrucciones de que Murphy fuese estrangulada antes de ser quemada. Según se informa, la ataron con una cuerda del cuello, le quitaron la plataforma de debajo de los pies y pasaron 30 minutos antes de que se encendiese el fuego.
Murphy sigue siendo la última persona en ser sentenciada y, al menos oficialmente, ejecutada mediante el método de la hoguera. En parte gracias a los esfuerzos de Sir Benjamin Hammett, quien criticó esta forma de castigo usando como ejemplo la ejecución de Murphy, la quema como método de ejecución en el Reino Unido fue abolida al año siguiente, con la Ley de Traición de 1790.